# Atriplex verrucifera
Atriplex verrucifera là loài thực vật có hoa thuộc họ Dền. Loài này được M.Bieb. mô tả khoa học đầu tiên năm 1808.